# Крістофер Бейлі
Крістофер Бейлі (англ. Christopher Bailey; нар. 29 травня 2000) — американський легкоатлет, який спеціалізується на спринті.

## Спортивні досягнення
Олімпійський чемпіон з естафетного бігу 4×400 метрів серед чоловіків (2024). Фіналіст (6-е місце) олімпійських змагань з бігу на 400 метрів (2024).
Чемпіон світу з естафетного бігу 4×400 метрів серед чоловіків (2023, виступав у попередньому забігу).
Чемпіон світу в приміщенні з бігу на 400 метрів та естафетного бігу 4×400 метрів (2025). Срібний призер чемпіонату світу в приміщенні з естафетного бігу 4×400 метрів (2024).
Бронзовий призер чемпіонату США з бігу на 400 метрів (2024).
Чемпіон США в приміщенні з бігу на 400 метрів (2025).